# Valter Costa
Valter Manuel Pereira da Costa (Barreiro, 25 novembre 1949) è un ex calciatore portoghese, di ruolo centrocampista.

## Carriera

### Club
Ha trascorso l'intera carriera nel campionato portoghese.

### Nazionale
Ha disputato la sua unica partita con la maglia della Nazionale nel 1974.